# Hubert Fichte
Hubert Fichte (21 de marzo de 1935, Perleberg, Provincia de Brandenburgo - 8 de marzo de 1986) fue un novelista alemán. 

## Vida
Hubert Fichte nació el 21 de marzo de 1935 en el Hospital Perleberg. Su familia se mudó a Hamburgo-Lokstedt unas semanas después de su nacimiento. La madre de Fichte trabajaba como taquígrafa y fue criado principalmente por su abuela. Su padre, un comerciante judío, emigró a Suecia y Fichte nunca lo conoció. Sus padres no estaban casados. Cuando era niño, a Fichte se le hizo creer que era medio huérfano. Recibió educación como actor y como agricultor. A finales de los años cincuenta trabajó en Montjustin, cerca de Forcalquier en Provenza, como pastor. A partir de 1961 vivió en Hamburgo. 
A mediados de los sesenta Fichte publicó sus primeras novelas. Luego tuvo una columna regular llamada Plattenragout en la revista konkret. En 1966, criticó el trabajo de la policía alemana en esos días en un artículo titulado "la policía: tu amigo y ayudante": "¿La porra de la policía desplazará los argumentos, el humor y la comprensión en esta joven democracia, cargada con una hipoteca malvada?" ( Konkret, Nr. 8). Sus influencias principales fueron Marcel Proust, Hans Henny Jahnn y Jean Genet. A Genet le realizó una famosa entrevista. Conoció a Jahnn por primera vez en 1949 y este ayudó a Fichte a revelar su homosexualidad. Fichte describió su amistad en su novela Versuch über die Pubertät  en 1974. 
En los años setenta, Fichte trabajó cada vez más en la investigación etnológica. De 1971 a 1975 viajó a Bahía (Brasil), Haití y Trinidad varias veces. Más tarde describió las obras basadas en estos viajes, como Xango (1976) y Petersilie, (1980) como "Etnopoesía". Con ellas creó su propia técnica de combinar ciencia y poesía. Creó una especie de "etnología doméstica" con sus entrevistas en St. Pauli, como en Wolli Indienfahrer (St. Pauli es un famoso distrito de bajos ingresos y subculturas en Hamburgo). La pareja de Fichte (desde 1961) Leonore Mau publicó sus volúmenes de fotografías Xango y Petersilie al mismo tiempo. 
A finales de los años sesenta, Fichte comenzó a escribir su obra principal Die Geschichte der Empfindlichkeit (la historia de la sensibilidad, o: la historia de la mezquindad), un ciclo de novelas. Sus últimos planes mostraron su intención de escribir diecinueve libros, la mayoría de ellos novelas, pero también algunos volúmenes de ensayos, llamados "Glossen". Para estos "Glossen", quería compilar y reescribir gran parte de su trabajo periodístico: como programas de radio, artículos periodísticos y entrevistas. Las novelas describen la vida del escritor homosexual "Jäcki" y su compañera "Irma", una mujer mayor y fotógrafa. Fichte no pudo terminar todo el ciclo. Las partes existentes fueron publicadas después de su muerte. Contienen 6 novelas completas, 2 fragmentos de novelas, 4 volúmenes "Glossen" y 5 volúmenes de suplementos. Este último contiene entrevistas, artículos y características que quería usar para los libros de "Glossen", pero no pudo revisarlos. Al menos tres novelas más que había planeado han desaparecido. 
Fichte murió de una enfermedad relacionada con el SIDA en 1986. Desde 1995, la ciudad de Hamburgo ha otorgado el Premio Hubert Fichte a obras literarias extraordinarias. 

## Premios
- 1963 Julius Campe Stipend
- Premio Hermann Hesse 1965
- Premio de la Villa Massimo 1967 (Roma)
- Premio Alexander Zinn 1985
- El planeta menor 3475 Fichte lleva su nombre.[1]

## Trabajos seleccionados
- Der Aufbruch nach Turku (La salida de Turku, novelas) Hoffmann & Campe, Hamburgo 1963
- Im Tiefstall ( novela) Galerie im Centre, Göttingen 1965
- Das Waisenhaus (El orfanato, novela) Rowohlt, Reinbek 1965
- Die Palette (La paleta, novela) Rowohlt, Reinbek 1968
- Detlevs Imitationen »Grünspan« (novela) Rowohlt, Reinbek 1971
- Versuch über die Pubertät ( novela) Hoffmann & Campe, Hamburgo 1974
- Xango. Die afroamerikanischen Religionen II. Bahia Haití. Trinidad (Xango. Las religiones afroamericanas II) Fischer, Frankfurt 1976
- Wolli Indienfahrer (Wolli, viajero a la India) Fischer, Frankfurt a. M. 1978
- Petersilie. Die afroamerikanischen Religionen IV. Santo Domingo. Venezuela. Miami Granada. Fischer, Frankfurt 1980
- Psique. Anmerkungen zur Psychiatrie en Senegal (Psique. Comentarios sobre la psiquiatría en Senegal) Qumran, Frankfurt 1980
- Zwei Autos für den Heiligen Pedro Claver (Dos autos para el santo Pedro Claver) Qumran, Frankfurt 1982
- Lazarus und die Waschmaschine. Kleine Einführung in die Afroamerikanische Kultur (Lázaro y la lavadora. Pequeña introducción a la cultura afroamericana) Fischer, Frankfurt 1985
- Die Geschichte der Empfindlichkeit (La historia de la sensibilidad / La historia de la mezquindad) Fischer, Frankfurt 1987ff.
- Ödipus auf Håknäss (Edipo sobre Håknäss, drama) Fischer, Frankfurt 1992
- St. Pauli Geschichte (historia de St. Pauli) Berlín (Tránsito) Berlín 2006
- Ketzerische Bemerkungen für eine neue Wissenschaft vom Menschen (Comentarios heréticos para una nueva ciencia sobre la humanidad) Hamburgo (EVA) 2001

## Películas sobre Hubert Fichte
- Hubert Fichte - der schwarze Engel ( Hubert Fichte: The Black Angel ), documental de 2005. Tiempo de duración 60 minutos.[2]
- Paleta revisada, documental 2005. Tiempo de duración 67 minutos.[3]